# 은주의 방 (드라마)
《은주의 방》은 2018년 11월 6일부터 2019년 1월 22일까지 Olive에서 방영된 드라마이다.

## 등장 인물

### 주요 인물
- 류혜영 : 심은주 역 (아역 : 조서연)
- 김재영 : 서민석 역 (아역 : 임재하) - 은주의 19년지기 친구, 엔트란스 디자인 팀장
- 박지현 : 류혜진 역 - 갤러리 디렉터
- 윤지온 : 양재현 역 - 한국대학교 조형대 디자인과 재학중

### 심은주의 주변 인물
- 김선영 : 정소연 역 - 은주의 어머니, 가정주부
- 박진우 : 심광규 역 - 은주의 아버지, 명예퇴직
- 김정화 : 심은정 역 - 은주의 언니, 삼온전자 전략기획부 SW개발팀 팀원
- 태웅 : 심승준 역 - 은주의 동생, 한국대학교 경영학부 재학중
- 김보미 : 박유진 역 - 은주의 친구, 청송재수학원 국어강사

### 서민석의 주변 인물
- 유건우 : 성진우 역 - 인테리어 디자인 회사 엔트란스 대표

### 류혜진의 주변 인물
- 정다원 : 홍미숙 역 - 은주와 혜진의 고등학교 동창, 대학 동아리 동기, 가정주부

### 그 외 인물
- 김미화 : 집주인 역
- 허동원 : 장진규 역
- 미상 : 김다영 역
- 김보강 : 제이슨 김 역
- 미상 : 김선영 역

### 특별출연
- 도경수
- 남지현
- 이민지

## 촬영지
- NC큐브 커널워크
- 인천보건고등학교
- 낙산공원
- 별맡어린이공원
- 광장시장
- 서울과학기술대학교

## 시청률
최저 시청률과 최고 시청률은 시청률 조사회사와 지역별로 시청률에 차이가 있을 수 있습니다.
| 2018년 | 2018년    | 2018년     |
| 회차   | 방송일    | AGB 시청률 |
| ------ | --------- | ---------- |
| 제1회  | 11월 6일  | 0.4%       |
| 제2회  | 11월 13일 |            |
| 제3회  | 11월 20일 |            |
| 제4회  | 11월 27일 |            |
| 제5회  | 12월 4일  |            |
| 제6회  | 12월 11일 |            |
| 제7회  | 12월 18일 | 0.575      |
| 제8회  | 12월 25일 |            |
| 2019년 |           |            |
| 제9회  | 1월 1일   |            |
| 제10회 | 1월 8일   |            |
| 제11회 | 1월 15일  | 0.608      |
| 제12회 | 1월 22일  |            |

## 같이 보기
- 은주의 방 - 원작 웹툰
- 대한민국의 텔레비전 드라마 목록 (ㅇ)
- 2018년 대한민국의 텔레비전 드라마 목록
- 웹툰을 원작으로 삼은 드라마 목록